# Pinterest
Pinterest là một trang web chia sẻ hình ảnh theo kiểu mạng xã hội, nơi người dùng có thể đăng và phân loại hình ảnh dưới dạng các bảng ghim. Người dùng tạo và quản lý các bộ sưu tập hình ảnh dựa trên nhiều chủ đề như sự kiện, sở thích, và nhiều hơn nữa. Họ có thể xem bộ sưu tập của người khác, kéo các hình ảnh (repin) vào bộ sưu tập của chính mình, hoặc thích (like) chúng. Pinterest cũng có khả năng kết nối với Facebook và Twitter, được sáng lập bởi Ben Silbermann từ West Des Moines, Iowa, Hoa Kỳ. Trang web này được quản lý bởi Cold Brew Labs và nhận được sự tài trợ từ một nhóm các doanh nhân và nhà đầu tư.
Pinterest được ra mắt vào tháng 12 năm 2009, với sự công nhận nhanh chóng từ 5.000 người dùng đầu tiên. Chỉ chín tháng sau khi khởi động, trang web đã đạt 10.000 người sử dụng. Silbermann thiết kế trang web này từ một căn hộ nhỏ cho đến mùa hè năm 2011.
Vào ngày 16 tháng 8 năm 2011, tạp chí Time đã xếp Pinterest vào danh sách "50 Trang Web Tốt Nhất Năm 2011". Pinterest tương tự như một mạng xã hội, hệ thống ghim hình ảnh này dựa trên nguyên tắc tương tự như dự án Wists của David Galbraith năm 2005.
Trong tháng 12 năm 2011, trang web đã trở thành một trong 10 dịch vụ mạng xã hội lớn nhất, theo số liệu của Hitwise, với 11 triệu lượt khách hàng mỗi tuần. Tháng tiếp theo, lượng truy cập từ Pinterest đến các nhà bán lẻ vượt qua cả LinkedIn, YouTube, và Google+. Pinterest được đánh giá là công ty khởi nghiệp tốt nhất năm 2011 bởi TechCrunch. Các doanh nhân và nhà đầu tư cho Pinterest bao gồm Jack Abraham, Michael Birch, Scott Belsky, Brian Cohen, Shana Fisher, Ron Conway, Kevin Hartz, Jeremy Stoppelman, Hank Vigil, và Fritz Lanman.
Trong tháng 1 năm 2012, comScore đã báo cáo rằng trang web đã có 11,7 triệu người dùng, trở thành trang web phát triển nhanh nhất trong lịch sử để vượt qua ngưỡng 10 triệu người truy cập. Sự phổ biến của Pinterest đã đạt được trung bình 11 triệu lượt truy cập mỗi tuần trong tháng 12 năm 2011, với phần lớn người dùng là phụ nữ - 97% các "like" trên trang web được thực hiện bởi phụ nữ.
Pinterest đã tiếp tục đạt được nhiều mốc quan trọng:
2012:
- Tháng 3: Pinterest cập nhật điều khoản dịch vụ, loại bỏ chính sách cho phép bán nội dung của người dùng.
- Tháng 8: Pinterest bỏ yêu cầu mời gọi để tham gia trang web, cho phép mọi người tự do đăng ký.
- Tháng 10: Pinterest ra mắt tài khoản kinh doanh, cho phép các doanh nghiệp chuyển đổi tài khoản cá nhân thành tài khoản kinh doanh hoặc bắt đầu từ đầu.

2017:
- Tháng 4: Pinterest gỡ bỏ tính năng "thích" bài đăng vì có vẻ thừa thãi so với "bảng", là nơi người dùng thu thập bài viết.

2019:
- Tháng 2: The Wall Street Journal đưa tin rằng Pinterest đã bí mật nộp đơn đăng ký chào bán cổ phiếu lần đầu ra công chúng (IPO).
- Tháng 4: Pinterest chính thức niêm yết cổ phiếu trên sàn với giá 19 USD mỗi cổ phiếu, và giá cổ phiếu đóng cửa ở mức 24.40 USD trong ngày đầu tiên.

2020:
- Pinterest báo cáo doanh thu quảng cáo đạt 1,7 tỷ USD, tăng 48% so với năm 2019.

2021:
- Tháng 3: Pinterest công bố sản phẩm quảng cáo video mới "Pinterest Premiere", xuất hiện trong nguồn cấp dữ liệu của người dùng, được nhắm mục tiêu theo sở thích và các đặc điểm khác của họ.
- Tháng 10: Bloomberg đưa tin PayPal quan tâm đến việc mua lại Pinterest với giá khoảng 70 USD/cổ phiếu, nhưng sau đó PayPal quyết định không tiến hành thương vụ này.
- Tháng 12: Pinterest mua lại ứng dụng chỉnh sửa và tạo video Vochi.

2022:
- Tháng 5: Pinterest giới thiệu ứng dụng phát trực tiếp video mới "Pinterest TV studio".
- Tháng 6: Đồng sáng lập, CEO và Chủ tịch Pinterest, Ben Silbermann, chuyển sang vai trò Chủ tịch điều hành mới, và chuyên gia thương mại điện tử Bill Ready trở thành Giám đốc điều hành mới.

2023:
- Tháng 1: Tại CES, Pinterest công bố hợp tác với LiveRamp, một nền tảng kích hoạt dữ liệu, để tạo ra các "phòng sạch dữ liệu" cho các nhà quảng cáo được chọn trên nền tảng, cho phép họ sử dụng dữ liệu bên thứ nhất cho quảng cáo cá nhân hóa mà không cần chia sẻ dữ liệu với Pinterest.

Những cột mốc này không chỉ thể hiện sự phát triển vượt bậc của Pinterest về mặt người dùng và tài chính mà còn phản ánh xu hướng của công ty trong việc thích nghi và đổi mới liên tục để đáp ứng nhu cầu của người dùng và thị trường.